# 三戸郵便局
三戸郵便局（さんのへゆうびんきょく）は青森県三戸郡三戸町にある郵便局である。民営化前の分類では集配普通郵便局であった。局番号は84011。

## 概要
住所：〒039-0199 青森県三戸郡三戸町八日町15-2
民営化直前の、集配業務再編において、多くの集配普通郵便局は統括センターとなったが、当局は配達センターとされたため、民営化後も郵便事業株式会社の支店は併設されず、集配センターが併設された。

## 沿革
- 1872年8月4日（明治5年7月1日） - 三戸郵便取扱所として開設[1]。
- 1875年（明治8年）1月1日 - 三戸郵便局（五等）となる。
- 1879年（明治12年） - 為替取扱を開始。
- 1882年（明治15年） - 貯金取扱を開始。
- 1892年（明治25年）1月1日 - 三戸郵便電信局となる。
- 1903年（明治36年）4月1日 - 通信官署官制の施行に伴い三戸郵便局となる。
- 1950年（昭和25年）10月1日 - 特定郵便局から普通郵便局に局種別改定[2]。
- 1950年（昭和25年）11月16日 - 電気通信業務の取扱を廃止、新設の三戸電報電話局に移管[3]。
- 1956年（昭和31年）9月1日 - 電話通話および和文電報受付事務の取扱を開始。
- 1967年（昭和42年）7月 - 局舎新築落成。
- 1996年（平成8年）4月8日 - 猿辺郵便局（〒039-04、集配特定郵便局）の廃止[4]に伴い、集配業務などの事務を引き継ぐ。
- 2000年（平成12年）8月14日 - 外国通貨の両替および旅行小切手の売買に関する業務取扱を開始。
- 2007年（平成19年）3月5日 - ゆうゆう窓口（郵便時間外窓口）を廃止し、配達センター局に移行。
- 2007年（平成19年）10月1日 - 民営化に伴い、併設された郵便事業八戸西支店三戸集配センターに一部業務を移管。
- 2012年（平成24年）10月1日 - 日本郵便株式会社発足に伴い、郵便事業八戸西支店三戸集配センターを三戸郵便局に統合。

## 取扱内容
- 郵便、印紙、ゆうパック、内容証明
- 貯金、為替、振替、振込、国際送金、国債、投資信託
- 生命保険、バイク自賠責保険、自動車保険
- ゆうちょ銀行ATM - 払込書による送金対応
- 三戸郡三戸町内全域、および三戸郡南部町内の一部地域（〒039-01xx、039-04xx）の集配業務

## ねこ局長
2009年（平成21年）4月に三戸郵便局の局長に就任した橋本正俊は、局内の倉庫で馬場のぼるが描いた「11ぴきのねこ」の7枚の原画が入った段ボール箱を発見した。これらは、三戸町出身の馬場が郵便局を訪ねた際に寄贈したものであった。橋本局長は、これを公開し、オリジナルフレーム切手シリーズを発売したり、2月22日の猫の日記念の小型記念通信日付印押印サービスを実施したり、自ら企画して11ぴきのねこグッズを開発し販売したりするなどの活動を行い、「ねこ局長」を名乗ってTwitterで発信している。橋本局長の活動を通して、三戸町は「11ぴきのねこのまち」として注目され、日本各地から郵便局を訪れる人が現れた。
11ぴきのねこに登場する「とらねこたいしょう」は、一日郵便局長を務めたことがある。

## 周辺
- 三戸町役場
- 城山公園
- 道の駅さんのへ
- 青森県立三戸高等学校
- 国道4号
- 熊原川

## アクセス
- 青い森鉄道線 三戸駅から徒歩約38分
- 南部バス 局前停留所下車
- 駐車場あり：4台